# Ломидзе, Григорий Захарович
Григо́рий Заха́рович Ломи́дзе (7 февраля 1903 года, г. Дмитров, Московская область — 10 января 1962 года) — советский режиссёр игровых и мультипликационных фильмов. Участник Великой Отечественной войны. Был актёром драматического театра.

## Биография
- В 1925—28 годах учился в Государственном техникуме кинематографии.
- С 1931 года — ставил художественные фильмы на различных киностудиях СССР.
- С 1947 года работал в мультипликации — на киностудии «Союзмультфильм».
- В 1949 году был директором Минской киностудии.
- В 1950 году вернулся на «Союзмультфильм»;
- с 1952 года работал в объёмной мультипликации.

Георгий Ломидзе был занят главным образом в постановке фильмов с театральными куклами или комбинированные, реже использовал покадровую съёмку. Был членом режиссёрской коллегии и худсовета ХПО кукольных фильмов «Союзмультфильма».

## Личная жизнь
- У Григория Захаровича Ломидзе был старший брат Андрей Захарович;
  - Племянница Татьяна Андреевна Ломидзе (род. 09.08.1924) проживает на Украине в Донецкой области.
- У Григория Захаровича есть:
  - сын Сергей (род. 18.02.1939) и
  - дочь Ксения (род. 20.11.1946).

## Фильмография

### Игровое кино
- 1931 — «Отчим»
- 1938 — «Друзья из табора» (совместно с Д. Варламовым)
- 1939 — «Советские патриоты»

### Мультипликационное кино
- 1947 — Тебе, Москва!
- 1954 — На даче (написал также сценарий)
- 1955 — Четыре монеты
- 1957 — В одной столовой…
- 1959 — Али-Баба и сорок разбойников
- 1959 — История Власа — лентяя и лоботряса
- 1960 — Секрет воспитания
- 1960 — Три зятя
- 1961 — Заокеанский репортёр

## Награды
- «История Власа — лентяя и лоботряса» — Диплом II МФ кукольных и марионеточных фильмов в Бухаресте, Румыния, 1960[2].